# لافاييت (مقاطعة والورث)
لافاييت، مقاطعة والورث (بالإنجليزية: Lafayette, Walworth County, Wisconsin)‏ هي بلدة تقع بولاية ويسكونسن في الولايات المتحدة. تبلغ مساحتها 89.4 (كم²)، وترتفع عن سطح البحر 276 م، بلغ عدد سكانها 2251 نسمة في عام 2000 حسب إحصاء مكتب تعداد الولايات المتحدة وتصل الكثافة السكانية فيها 25.2 نسمة/كم2.

## وصلات خارجية
- The US50 - Cities and Towns in Wisconsin State
- Wisconsin Cities and Towns, Facts, Map, Flag, Colleges, Government, and More